# CHRM2
CHRM2 (англ. Cholinergic receptor muscarinic 2) – білок, який кодується однойменним геном, розташованим у людей на короткому плечі 7-ї хромосоми. Довжина поліпептидного ланцюга білка становить 466 амінокислот, а молекулярна маса — 51 715.
| 10         |  | 20         |  | 30         |  | 40         |  | 50         |
| ---------- |  | ---------- |  | ---------- |  | ---------- |  | ---------- |
| MNNSTNSSNN |  | SLALTSPYKT |  | FEVVFIVLVA |  | GSLSLVTIIG |  | NILVMVSIKV |
| NRHLQTVNNY |  | FLFSLACADL |  | IIGVFSMNLY |  | TLYTVIGYWP |  | LGPVVCDLWL |
| ALDYVVSNAS |  | VMNLLIISFD |  | RYFCVTKPLT |  | YPVKRTTKMA |  | GMMIAAAWVL |
| SFILWAPAIL |  | FWQFIVGVRT |  | VEDGECYIQF |  | FSNAAVTFGT |  | AIAAFYLPVI |
| IMTVLYWHIS |  | RASKSRIKKD |  | KKEPVANQDP |  | VSPSLVQGRI |  | VKPNNNNMPS |
| SDDGLEHNKI |  | QNGKAPRDPV |  | TENCVQGEEK |  | ESSNDSTSVS |  | AVASNMRDDE |
| ITQDENTVST |  | SLGHSKDENS |  | KQTCIRIGTK |  | TPKSDSCTPT |  | NTTVEVVGSS |
| GQNGDEKQNI |  | VARKIVKMTK |  | QPAKKKPPPS |  | REKKVTRTIL |  | AILLAFIITW |
| APYNVMVLIN |  | TFCAPCIPNT |  | VWTIGYWLCY |  | INSTINPACY |  | ALCNATFKKT |
| FKHLLMCHYK |  | NIGATR     |  |            |  |            |  |            |

A: Аланін

C: Цистеїн

D: Аспарагінова кислота

E: Глутамінова кислота

F: Фенілаланін

G: Гліцин

H: Гістидин

I: Ізолейцин

K: Лізин

L: Лейцин

M: Метіонін

N: Аспарагін

P: Пролін

Q: Глутамін

R: Аргінін

S: Серин

T: Треонін

V: Валін

W: Триптофан

Кодований геном білок за функціями належить до рецепторів, g-білокспряжених рецепторів, білків внутрішньоклітинного сигналінгу, фосфопротеїнів. 
Локалізований у клітинній мембрані, мембрані, клітинних контактах, синапсах.